# Euchromia folfetii
Euchromia folfetii är en fjärilsart som beskrevs av Gray 1832. Euchromia folfetii ingår i släktet Euchromia och familjen björnspinnare. Inga underarter finns listade i Catalogue of Life.